# Кузьминецька сільська рада (Гайсинський район)
| Кузьминецька сільська рада — колишній орган місцевого самоврядування у Гайсинському районі Вінницької області з адміністративним центром у с. Кузьминці. Сільській раді були підпорядковані населені пункти: - с. Кузьминці - с. Павлівка - с. Сокільці - с. Щурівці |

## Склад ради
Рада складалася з 16 депутатів та голови.

## Керівний склад сільської ради
| ПІБ                             | Основні відомості                                                 | Дата обрання | Дата звільнення |
| ------------------------------- | ----------------------------------------------------------------- | ------------ | --------------- |
| Мартіянов Володимир Миколайович | Сільський голова, 1963 року народження, освіта, безпартійний      | 26.03.2006   | 31.10.2010      |
| Мартіянов Володимир Миколайович | Сільський голова, 1963 року народження, освіта вища, безпартійний | 31.10.2010   |                 |

Примітка: таблиця складена за даними джерела

## Історія
На 1 жовтня 1959 площа 5293 га, населення 3534 чоловік, 4 сільських населених пункта.